# 가산도서관 (경기)
가산도서관은 경기도 포천시에 있는 시립 도서관이다.

## 연혁
- 2012년 7월 6일 설계용역 착공
- 2013년 2월 26일 설계용역 중공
- 2013년 4월 22일 공사 착공
- 2014년 11월 20일 개관

## 시설현황
- 3층: 종합자료실, 디지털자료실, 학습실, 휴게실
- 2층: 어린이자료실, 세미나실, 독서토론실